# Естонське свято пісні

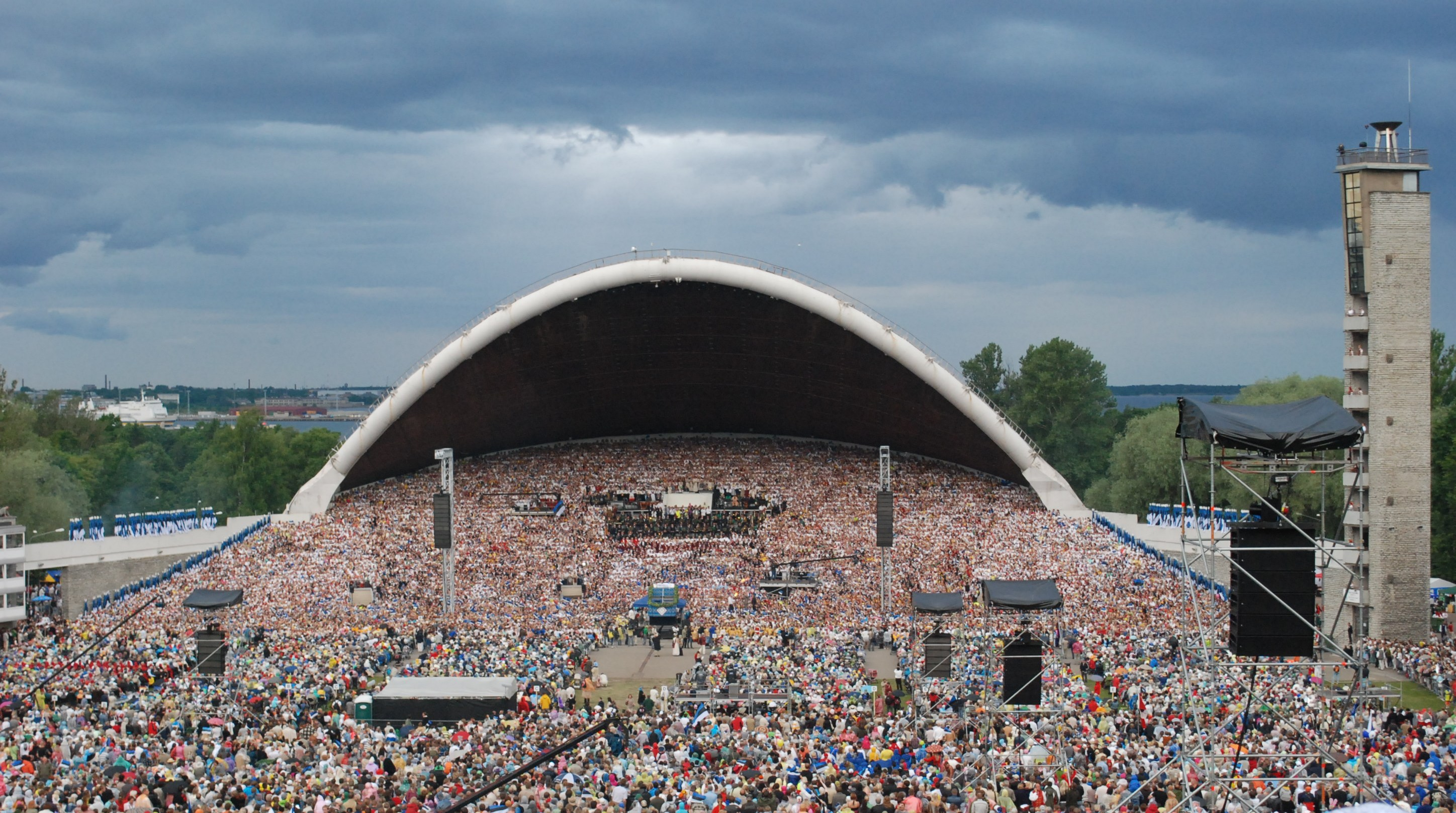
25-те співоче свято

Есто́нське свя́то пі́сні (ест. üldlaulupidu) — загальнодержавне і національне співоче свято Естонії, де беруть участь різні хорові колективи і духові оркестри. Свято проводиться кожні п'ять років на території Талліннського Співочого поля. Організацією свята займається спеціально заснований для цього підрозділ при Міністерстві культури Естонії. Занесений до переліку об'єктів шедеврів усної і нематеріальної культурної спадщини ЮНЕСКО.

## Історія
Перше співоче свято пройшло у 1869 році в Тарту. Одним з його головних організаторів був відомий естонський композитор Олександр Кунілейд. Перші сім свят проводилися за часів перебування Естонії у складі Російської імперії і до VI співочого свята вони проводилися на честь різних знаменних дат для імперії. Організацію свята брали на себе різні естонські танцювальні та хорові товариства. Перші п'ять свят проводилися в Тарту, потім всі свята стали проводити в Таллінні.
Між двома світовими війнами свято проводилося 4 рази. У 1923 році, під час проведення свята у восьмий раз, було покладено початок традиції проводити його кожні п'ять років. З 1928 року свято проводиться на Талліннському Співочому полі. З 8-ого по 11-те сорганізатором свята виступала Естонська спілка співаків.
У 1943 році через Другу світову війну проведення свята було скасовано. Донині це єдиний випадок, коли свято не проводилося.